# 马来皇鸠
马来皇鸠（学名：Ducula pickeringii）也称吼皇鸠、马来灰皇鸠，一种分布于菲律宾、马来西亚和印度尼西亚等地 的鸽形目鸟类，隶属于鸠鸽科皇鸠属。